# Cotia Futebol Clube
O Cotia Futebol Clube, anteriormente conhecido como Sport Club Campo Limpo Paulista e Sport Club Paulista, é um clube de futebol sediado na cidade de Cotia, no estado de São Paulo.

## História
Em 13 de abril de 2000, o Sport Club Campo Limpo Paulista foi estabelecido na cidade de Campo Limpo Paulista. No entanto, em poucos meses, mudou-se para Caieiras e foi rebatizado como Sport Club Paulista. Essa mudança, todavia, foi de curta duração, pois em 2003 retornou à sua cidade de origem e recuperou seu nome original. Em 2004, licenciou-se, voltando à atividade em 2006 para participar da quarta divisão estadual, onde competiu até 2008, ano em que se licenciou novamente.
Em 2011, o clube mudou-se para Cotia, na Região Metropolitana de São Paulo, adotando o nome de Cotia Futebol Clube. Esta mudança marcou o retorno do município ao futebol profissional após dezoito anos, desde a partida da Central Brasileira. Em 30 de abril do mesmo ano, fez sua estreia como Cotia, vencendo o Sumaré por 3 a 2 como visitante, em um jogo válido pela quarta divisão estadual.
O Cotia encerrou sua participação na quarta divisão estadual de 2011 sendo eliminado na segunda fase, após uma derrota por 3 a 0 para o Palmeirinha na última rodada, perdendo a chance de avançar na competição. Dois anos mais tarde, em 9 de outubro de 2013, o Cotia conquistou o acesso para a terceira divisão, alcançando esse feito após uma vitória por 4 a 1 sobre a Inter de Bebedouro, no estádio Conde Rodolfo Crespi, na capital.
O Cotia ficou na terceira divisão por dois anos consecutivos, mas acabou sendo rebaixado por decisão do Tribunal de Justiça devido a uma série de problemas, incluindo a falta de estádio e partidas perdidas por W.O..